# Ángela Nebot
Àngela Nebot Molada (Barcelona, 1914- ) fue una pintora barcelonesa afincada en Valencia en los años treinta.
Formada en la Escuela Superior de Bellas Artes de San Carlos de Valencia,  estuvo activa al menos durante el segundo tercio del siglo XX. Durante la guerra civil española defendió la República.
En abril de 1938 tomó parte en la 1ª Exposición Trimestral de Artes Plásticas organizada por la Dirección General de Bellas Artes dependiendo del Ministerio de Instrucción Pública, que se celebró en el Casal de la Cultura, sito en la Plaza de Cataluña de Barcelona. La muestra perseguía un doble objetivo; por un lado, "recoger la exaltación plástica que motiva la gesta heroica del pueblo español [...] de mantener viva y con sentido de continuidad nuestra tradición artística y conseguir que las múltiples facetas del momento puedan tener adecuada repercusión" y, por otro, promover a los artistas.   Nebot presentó el óleo de gran formato titulado Santa Cultura, mártir del fascismo, que había realizado el año anterior, en el que representaba a una maestra republicana torturada y asesinada, colgada dentro de una clase. Esta pintura forma parte de la colección del Museo Nacional de Arte de Cataluña y en 2021 se expuso por primera vez, formando parte de las salas dedicadas al arte producido durante el período de la guerra civil española.  
Ángela Nebot fue una de los participantes de la Exposición Nacional de Bellas Artes que se celebró en los palacios del Retiro de Madrid en 1950, en la que presentó una obra titulada Brunequilda.